# Dschamschid Masʿud al-Kaschi
Ghiyath ad-Din Dschamschid bin Masʿud bin Muhammad al-Kaschi (arabisch غياث الدين جمشید بن مسعود بن محمد الكاشي, DMG Ġiyāṯ ad-Dīn Ǧamšīd bin Masʿūd bin Muḥammad al-Kāšī; persisch غیاث‌الدین جمشید کاشانی Ghiyāth-ad-Dīn Ǧamšīd Kāšānī; * um 1380 in Kaschan, Iran; † 22. Juni 1429 in Samarkand, Timuridenreich, heute in Usbekistan) war ein persischer Arzt, Mathematiker und Astronom des Hochmittelalters.
In Frankreich wird der Kosinussatz als Théorème d’Al-Kashi bezeichnet.

## Leben und Werk
In jungen Jahren musste er sich seinen Lebensunterhalt als Arzt verdienen und konnte seine Studien der Mathematik und Astronomie nur nebenher betreiben. Trotz aller Widrigkeiten stellte er aufbauend auf dem Zidsch-i Ilchani (Tabelle der Ilchane) des at-Tusi einen neuen Sternkatalog zusammen, der auch eine Sammlung mathematischer Gleichungen für die Astronomie wie Formeln für die Transformation von ekliptikalen zu äquatorialen Koordinaten und Tafeln trigonometrischer Funktionen enthielt. Er ist bekannt als Chagani Zidsch, Tafeln des Khans, da er ihn entweder dem Timuriden-Fürsten Schāh Ruch oder dessen Sohn Ulug Beg widmete. Ulug Beg erkannte die außergewöhnlichen Fähigkeiten al-Kaschis und berief ihn 1420 an seine neugegründete Madresse in Samarkand. Er war der wichtigste Berater bei Konzeption und Bau des der Madresse angegliederten Observatoriums Gurkani Zidsch.
Lange unübertroffene Ergebnisse wurden von ihm durch numerische Lösungen erbracht. Im ar-Risala al-Muhitiya (Lehrbrief über den Kreisumfang) bestimmte er beispielsweise den Umfang des Einheitskreises (also das Doppelte der Kreiszahl {\displaystyle \pi }) aus dem 3*228-Eck auf 9 Sexagesimalstellen: 6;16,59,28,01,34,51,46,14,50, die er in die indischen Ziffern 6,2831853071795865 mit 15 richtigen Dezimalstellen umrechnete. Dies ist eines der ältesten Dokumente des Rechnens mit Dezimalbrüchen. Damit verbesserte er das Ergebnis des chinesischen Mathematikers Zu Chongzhi, der {\displaystyle \pi } auf 7 Stellen genau berechnet hatte. al-Kaschi wurde erst 1596 von Ludolph van Ceulen übertroffen, der nach 30 Jahren Arbeit 35 Dezimalstellen berechnet hatte.
Ob er oder Ulug Beg den Sinus von 1° mit hoher Genauigkeit berechnete, ist unter den Historikern umstritten (siehe Ulugbek-Madrasa). Es ist bemerkenswert, dass Qadi Zada, sein Kollege an der Medresse, das gleiche Ergebnis auf einem anderen Weg erzielte. Al-Kaschi setzte sich für den Ersatz der Bruchrechnung im Sexagesimalsystem durch Dezimalbrüche ein. Zur leichteren Vorhersage von Planetenorten baute er eine Art Analogcomputer, das Tabaq al-Manateq, das ähnlich einem Astrolabium aufgebaut war. Als Eingabe dienten Angaben aus Planetentafeln, die in Astronomiebüchern wie beispielsweise seinem Chagani Zidsch enthalten waren. Dieses Gerät entspricht den Volvellen, die oft in spätmittelalterlichen europäischen Astronomiebüchern enthalten waren.
Für die Ausbildung der Studenten der Madresse in Mathematik und den Anwendungen in Astronomie, Landvermessung und Architektur schrieb er das fünfbändige Lehrbuch Miftah al-Hisab, das noch lange in der muslimischen Welt verbreitet war. Zum Zeitpunkt seines Todes hatten die astronomischen Beobachtungen am Observatorium gerade erst begonnen. Sein Nachfolger als Leiter wurde Qadi Zada. Die Zusammenfassung der Arbeiten, das Zidsch-i-Sultani, stützte sich auf al-Kaschis Chagani Zidsch.
Briefe, die al-Kaschi an seinen Vater in Kaschan schrieb, sind mit die wichtigste Quelle für das Leben am Hof und in der Madresse in Samarkand.

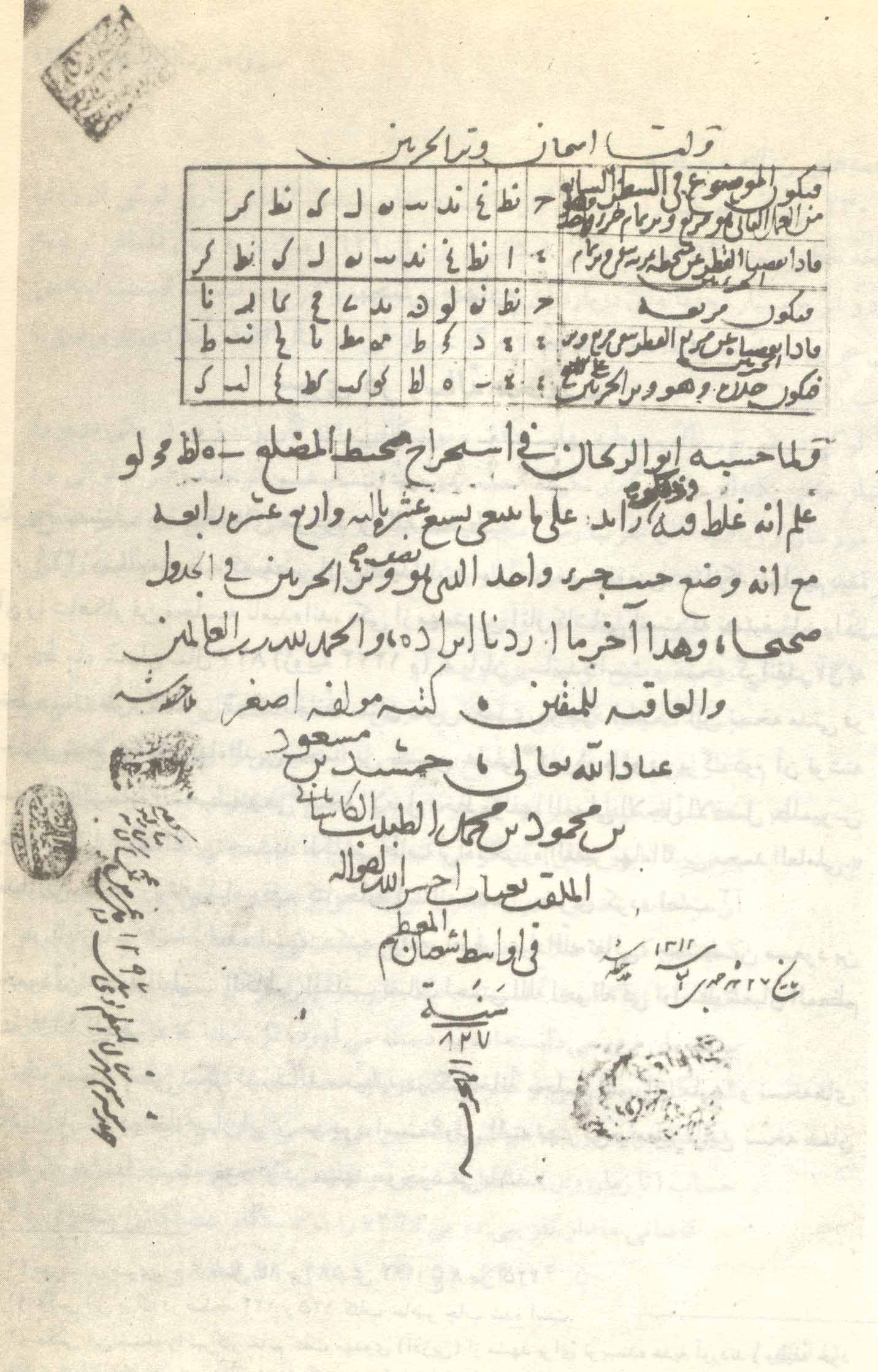
Manuskript aus der Zentralbibliothek von Astan Quds Razavi

## Werke
- Khagani Zij. (Die astronomischen Tafeln des Khans) 1413
- ar-Risala al-Muhitiya. (Der Lehrbrief über den Kreisumfang) 1424.
- Miftah al-Hisab. (Schlüssel des Rechnens) 1427.